# Theatre Royal Drury Lane

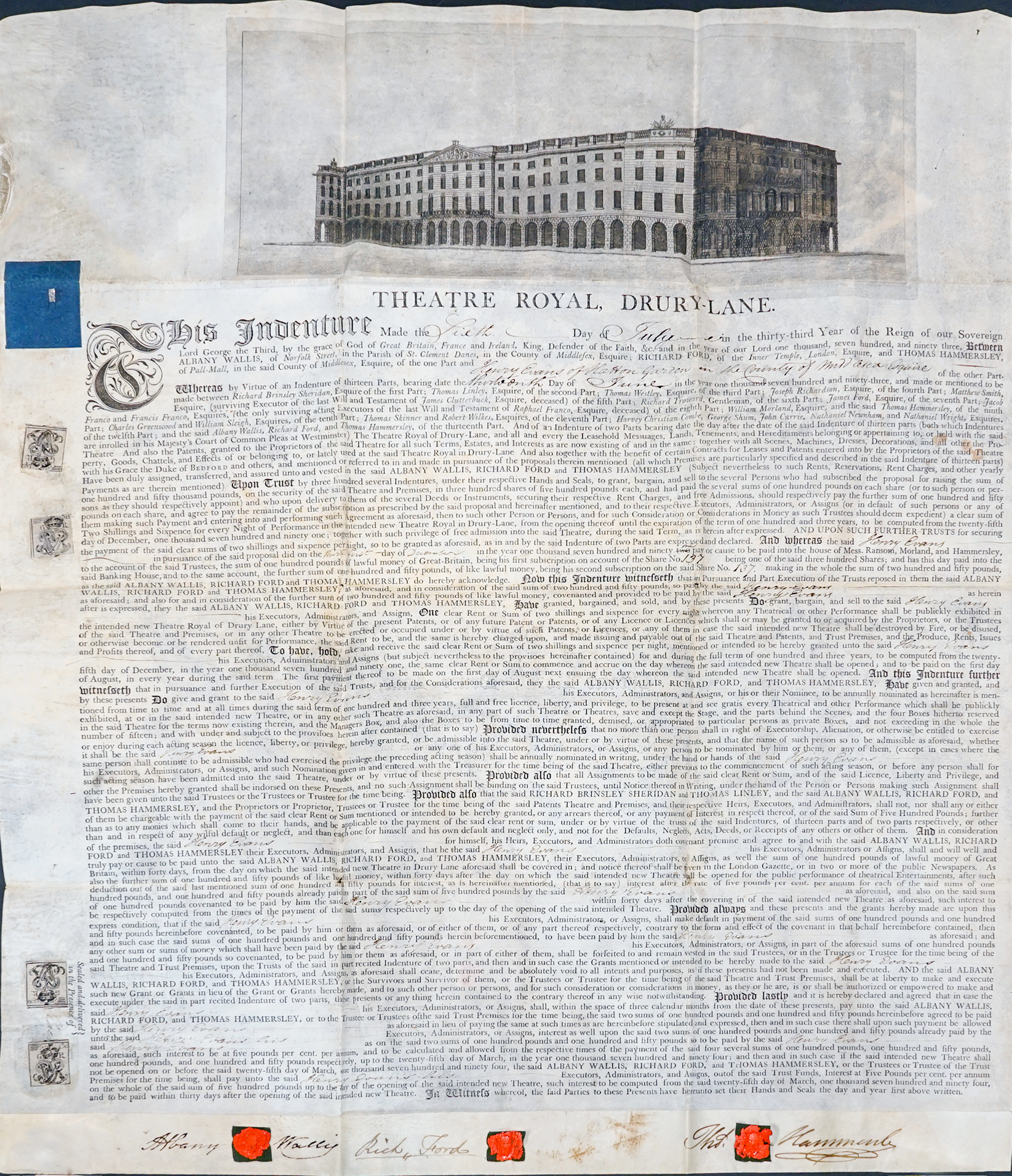
Anleihevertrag über 500 £ des Theatre Royal, Drury Lane, ausgefertigt am 6. Juli 1793, gedruckt auf Pergament. Zu den Gläubigern, die in dem Dokument genannt werden, gehörte u. a. der Dramatiker Richard Brinsley Sheridan.

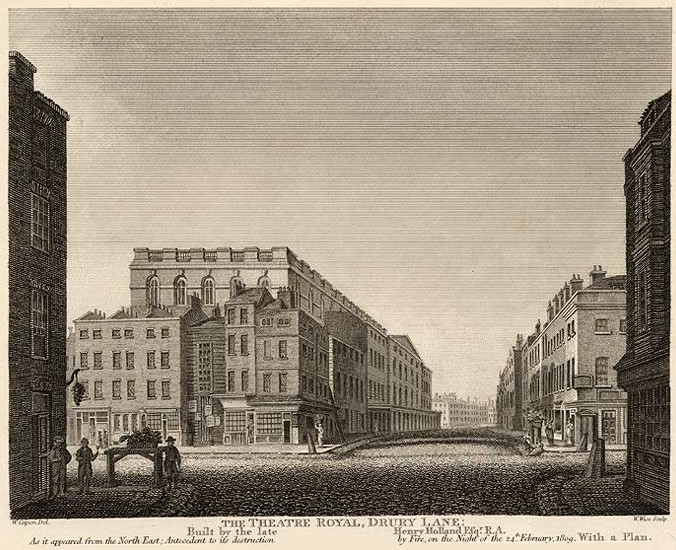
Drury Lane exterior 1809

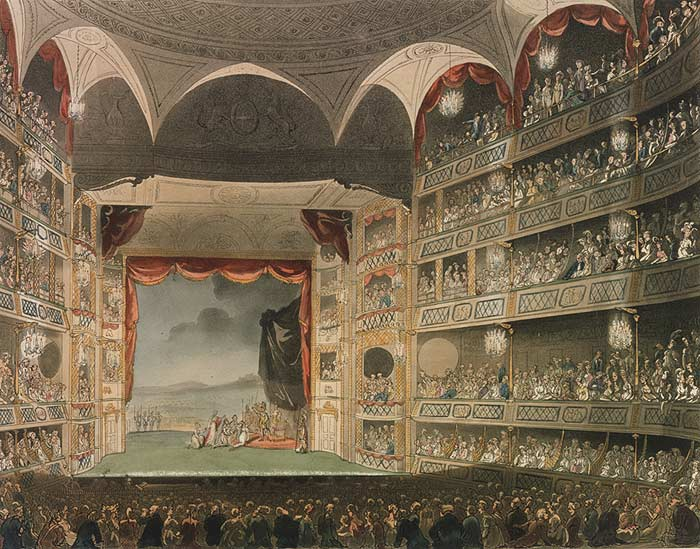
Theatre Royal, Drury Lane: Innenansicht von 1808

Das Theatre Royal, Drury Lane ist ein Theater an der Drury Lane im Londoner West End.

## Geschichte
Das erste Gebäude an dieser Stelle wurde nach der Restauration gebaut. 1663 eröffnet, wurde es von der Schauspieltruppe von Thomas Killigrew als eines der beiden Theater mit einem königlichen Patent bespielt (siehe Patent Theatre). Nachdem dieser Bau 1672 abgebrannt war, wurde ein neuer nach Plänen von Christopher Wren errichtet und 1674 eröffnet. Mitte des 18. Jahrhunderts erlebte das Theater eine Blütezeit mit der Führung von Colley Cibber und seinem späteren Manager und leitendem Schauspieler David Garrick, der auf populäre Darstellerinnen wie Kitty Clive zählte. 1773 war das Theater Wirkungsstätte von Richard Brinsley Sheridan, Thomas Linley senior und Thomas Linley junior.
Weil dieses Gebäude im Laufe des 18. Jahrhunderts nicht mehr den Ansprüchen entsprach, wurde es 1791 abgerissen und nach Plänen von Henry Holland ein neues gebaut, das ab 1794 genutzt wurde, aber nach nur zehn Jahren am 24. Februar 1809 abermals bis auf die Grundmauern abbrannte.
Das heutige Theatergebäude, das etwa 2200 Zuschauern Platz bietet, wurde 1812 eingeweiht. In den 1830er Jahren präsentierte das Haus Tierschauen bekannter Dompteure, wie zum Beispiel die Raubkatzenvorführungen des europaweit bekannten französischen Kunstreiters und Tierschaustellers Henri Martin 1833 oder des Amerikaners Isaac van Amburgh, dessen Darbietungen 1839 die junge Königin Victoria gleich mehrfach besuchte. 1847 wurde die Direktion von Drury Lane dem berühmten und exzentrischen Orchesterchef und französischem Komponist der Tanzmusik Louis-Antoine Jullien (1812–1860) anvertraut.
Er lud 1847 Hector Berlioz ein,  das Orchester zu dirigieren.
Die offizielle Adresse lautet heute Catherine Street, eine Parallelstraße der Drury Lane.
Nach dem Zweiten Weltkrieg fanden in dem Theater zahlreiche West-End-Premieren von Rodgers-und-Hammerstein-Musicals statt: Oklahoma! (1946), South Pacific (1951) und The King and I (1953). Ein weiterer erfolgreicher US-Import war das Musical My Fair Lady von Frederick Loewe und Alan Jay Lerner, das vom 30. April 1958 über fünf Jahre gespielt wurde.
Seit Mitte der 1980er Jahre ist das Haus die Heimat großer Musical-Produktionen wie 42nd Street, Miss Saigon und Oliver!

## Bedeutende Produktionen
- Juli – November 1980: Englische Erstproduktion des Musicals Sweeney Todd
- 1984 – 1989: 42nd Street
- 1989 – 1999: Miss Saigon
- 9. November 2004 – 6. Januar 2007: The Producers
- 14. Januar 2009 – 8. Januar 2011: Oliver!
- Mai 2011 – Februar 2013: Shrek the Musical
- 25. Juni 2013 – 7. Januar 2017: Charlie and the Chocolate Factory
- 4. April 2017 (Previews ab 20. März 2017) – 5. Januar 2019: 42nd Street
- September 2021 – September 2024: Die Eiskönigin – Das Musical
- Ab Juni 2025: Hercules

## Name
Missverständlich wird das Theater häufig als Theatre Drury Lane oder Drury Lane Theatre bezeichnet. Tatsächlich heißt das Theater Theatre Royal. Drury Lane ist eine zusätzliche Ortsangabe, um das Theater von gleichnamigen Häusern zu unterscheiden. In London sind zwei weitere Theater mit dem Namen Theatre Royal bekannt: Zum einen ist es das Theatre Royal Haymarket, zum anderen war es das Theatre Royal Covent Garden, der Vorgängerbau des Royal Opera House.